# Biała (rejon korelicki)
Biała (biał. Белая, Biełaja; ros. Белая, Biełaja) – wieś na Białorusi, w obwodzie grodzieńskim, w rejonie korelickim, w sielsowiecie Maluszyce.

## Historia
W dwudziestoleciu międzywojennym leżała w Polsce, w województwie nowogródzkim, w powiecie nowogródzkim, w gminie Korelicze. W 1921 wieś liczyła 179 mieszkańców, zamieszkałych w 26 budynkach, wyłącznie Białorusinów wyznania prawosławnego.
Po II wojnie światowej w granicach Związku Sowieckiego. Od 1991 w niepodległej Białorusi.